# Власьево (Вологодский район)
Власьево — деревня в Вологодском районе Вологодской области.
Входит в состав Кубенского сельского поселения (с 1 января 2006 года по 8 апреля 2009 года входила в Несвойское сельское поселение), с точки зрения административно-территориального деления — в Несвойский сельсовет.
Расстояние до районного центра Вологды по автодороге — 45 км, до центра муниципального образования Кубенского по прямой — 11 км. Ближайшие населённые пункты — Сараево, Гридино, Анисово.

## Население
По переписи 2002 года население — 3 человека.
| 2002 | 2010 |
| ---- | ---- |
| 3    | ↗6   |